# Burg am Backofen
Die namenlose Burg am Backofen, auch Burg über dem Backofen genannt, ist eine als Kulturdenkmal ausgewiesene, abgegangene Höhenburg (Altburgstelle) bei Schmittlotheim, einem Ortsteil der Gemeinde Vöhl im Landkreis Waldeck-Frankenberg, Hessen (Deutschland).

## Geographische Lage
Die wenigen Überreste der Spornburg befinden sich in den nordwestlichen Ausläufern des Kellerwalds oberhalb des rechten (östlichen) Ufers der Eder zwischen den Vöhler Ortsteilen Kirchlotheim im Norden und Schmittlotheim im Süden, rund 3,2 Flusskilometer vor dem Einfluss der Eder in den Edersee. Sie liegen etwa 1 km nördlich von Schmittlotheim auf einem bewaldeten Bergsporn („Backofendell“; ca. 320 m ü. NHN bzw. 75 m über der Eder) zwischen dem Hagenstein (373,5 m; Loreley des Edertals) im Norden und dem Schneidersberg (416,4 m) im Süden.
Die Burg liegt im äußersten Westteil des Nationalparks Kellerwald-Edersee bzw. im Nordwestteil des Naturparks Kellerwald-Edersee, der den Nationalpark einrahmt.

## Geschichte
Über die Geschichte der Burganlage ist kaum etwas bekannt, früher wurde angenommen, sie stamme sie aus der Zeit der Sachsenkriege Karls des Großen im 8. Jahrhundert. Es wurde vermutet, dass die Anlage schon während des Baus aufgegeben wurde. 
Heute wird die Anlage in das Hochmittelalter (11./12. Jahrhundert bis spätestens Anfang des 13. Jahrhunderts) gelegt.
Ob die Anlage einem Ministerialengeschlecht zuzuordnen ist, dass sich nach dem benachbarten Lotheim benannte und 1226 bis 1283 nachgewiesen ist, wird diskutiert. Archäologische Funde, die die Datierung genauer untermauern, fehlen bislang.

## Anlage
Die sicher nur kurzzeitig existierende Burg nahm ein nahezu trapezförmiges Plateau auf einem nach Westen gerichteten Felssporn ein, war eine zweiteilige durch einen Abschnittsgraben geteilte Anlage und war mit einem Halsgraben gegen den östlichen Hang gesichert. Bauliche Reste sind nicht mehr zu finden. Heute ist nur noch der doppelte Wallgraben deutlich erkennbar.

## Wandern
Ein rund 6 km langer Rundwanderweg führt von Schmittlotheim vorbei an der frei zugänglichen Burgstelle und am Aussichtsfels Hagenstein nach Kirchlotheim und dann im Edertal jenseits des Flusses wieder zurück. Im Bereich von Hagenstein und Burgstelle teilt sich dieser Weg die Strecke mit dem etwa 156 km langen Kellerwaldsteig.